# Orsièse
Orsièse ou Horsièse, né et mort en Égypte au IVe siècle, Père du désert est un disciple et successeur de Pacôme le Grand.
Jérôme a traduit plusieurs écrits d'Horsièse, dont certains, comme le Liber Horsiesi - une compilation de citations scripturaires caractéristique de la spiritualité monastique primitive - n'existe plus dans le texte original copte ni sa traduction grecque. Deux lettres coptes ont été récemment découvertes et publiées (par Orlandi). Il a pu jouer un rôle dans la mise par écrit des règles pacômiennes et de la vie du fondateur.
Son nom est aussi celui d'un prêtre de l'Égypte ancienne (Harsiesi Ier).